# WWF Light Heavyweight Championship

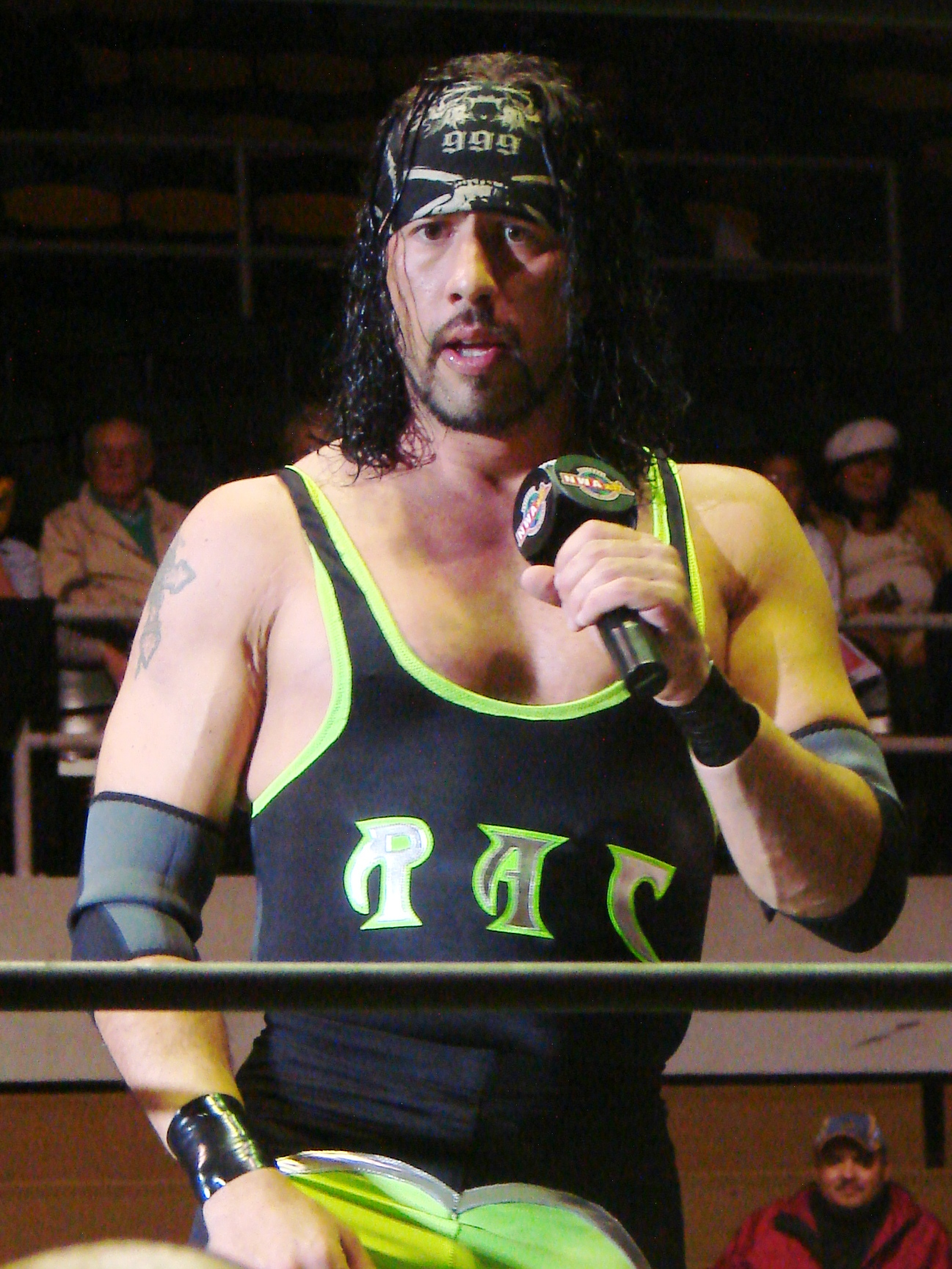
La WWF, para legitimar el título como oficial de la WWF, realizó un torneo en Estados Unidos, para coronar al primer campeón oficial Peso Ligero de la WWF.

El WWF Light Heavyweight Championship o Campeonato Peso Semipesado de la WWF, es un campeonato de lucha libre profesional que perteneció a la empresa Universal Wrestling Association (UWA), la New Japan Pro Wrestling (NJPW) y la World Wrestling Federation. El campeonato es exclusivo para luchadores con un peso menor a 215 lb (98 kg).

## Historia
El Campeonato Peso Ligero de la WWF fue introducido en un principio en México por la promoción Universal Wrestling Association en 1981, empresa que tenía un acuerdo con la promoción estadounidense World Wrestling Federation, siendo el primer Campeonato Peso Ligero de la UWA. Cuando la UWA quebró en 1995, la WWF, poseedora de los derechos del título, se lo dejó a la otra empresa con la que tenía un acuerdo, la japonesa New Japan Pro Wrestling (NJPW). Sin embargo, cuando el acuerdo entre ambas empresas cesó en 1997, la NJPW devolvió el título a la WWF, quien lo introdujo un mes más tarde en sus eventos. Para determinar un nuevo campeón, se celebró un torneo de ocho luchadores.

### Torneo de 1997
La WWF, para legitimar el título como oficial de la WWF, realizó un torneo en Estados Unidos, para coronar al primer campeón oficial Peso Ligero de la WWF.
|  | Cuartos de final | Cuartos de final  | Cuartos de final |                   |            | Semifinales  | Semifinales  | Semifinales  |  |           | Final              | Final              | Final              |  |
|  | (RAW is WAR)     | (RAW is WAR)      | (RAW is WAR)     |                   |            | (RAW is WAR) | (RAW is WAR) | (RAW is WAR) |  |           | (In Your House 19) | (In Your House 19) | (In Your House 19) |  |
|  |                  |                   |                  |                   |            |              |              |              |  |           |                    |                    |                    |  |
|  |                  |                   |                  |                   |            |              |              |              |  |           |                    |                    |                    |  |
|  | 3 de Nov.        | Águila            | Pin              |                   |            |              |              |              |  |           |                    |                    |                    |  |
|  | 3 de Nov.        | Águila            | Pin              |                   |            |              |              |              |  |           |                    |                    |                    |  |
|  | Hershey          | Super Loco        | 5:12             |                   |            |              |              |              |  |           |                    |                    |                    |  |
|  | Hershey          | Super Loco        | 5:12             |                   | 25 de Nov. | Águila       | Pin          |              |  |           |                    |                    |                    |  |
|  |                  |                   |                  |                   | 25 de Nov. | Águila       | Pin          |              |  |           |                    |                    |                    |  |
|  |                  |                   | Roanoke          | Taka Michinoku    | 6:19       |              |              |              |  |           |                    |                    |                    |  |
|  | 10 de Nov.       | Taka Michinoku    | Roanoke          | Taka Michinoku    | 6:19       | Pin          |              |              |  |           |                    |                    |                    |  |
|  | 10 de Nov.       | Taka Michinoku    |                  |                   |            |              |              |              |  |           |                    |                    |                    |  |
|  | Ottawa           | Devon Storm       | 5:00             |                   |            |              |              |              |  |           |                    |                    |                    |  |
|  | Ottawa           | Devon Storm       | 5:00             |                   |            |              |              |              |  | 7 de dic. | Taka Michinoku     | Pin                |                    |  |
|  |                  |                   |                  |                   |            |              |              |              |  | 7 de dic. | Taka Michinoku     | Pin                |                    |  |
|  |                  |                   | Springfield      | Brian Christopher | 12:00      |              |              |              |  |           |                    |                    |                    |  |
|  | 11 de Nov.       | Eric Shelley      | Springfield      | Brian Christopher | 12:00      | Pin          |              |              |  |           |                    |                    |                    |  |
|  | 11 de Nov.       | Eric Shelley      |                  |                   |            |              |              |              |  |           |                    |                    |                    |  |
|  | Cornwall         | Scott Taylor      | 5:27             |                   |            |              |              |              |  |           |                    |                    |                    |  |
|  | Cornwall         | Scott Taylor      | 5:27             |                   | 25 de Nov. | Scott Taylor | N/A          |              |  |           |                    |                    |                    |  |
|  |                  |                   |                  |                   | 25 de Nov. | Scott Taylor | N/A          |              |  |           |                    |                    |                    |  |
|  |                  |                   | Roanoke          | Brian Christopher |            |              |              |              |  |           |                    |                    |                    |  |
|  | 24 de Nov.       | Brian Christopher | Roanoke          | Brian Christopher | Pin        |              |              |              |  |           |                    |                    |                    |  |
|  | 24 de Nov.       | Brian Christopher |                  |                   |            |              |              |              |  |           |                    |                    |                    |  |
|  | Fayetteville     | Flash Flanagan    | 3:30             |                   |            |              |              |              |  |           |                    |                    |                    |  |
|  | Fayetteville     | Flash Flanagan    | 3:30             |                   |            |              |              |              |  |           |                    |                    |                    |  |
|  |                  |                   |                  |                   |            |              |              |              |  |           |                    |                    |                    |  |

### Abandono del título
En marzo de 2001, World Wrestling Federation Entertainment, Inc. absorbió a la World Championship Wrestling. Seguido a esto, Vince McMahon orquestó la "Invasión" storyline, en la que WCW y ECW fueron finalmente desmanteladas. Durante la "Invasión", sólo cuatro Campeonatos de la WCW se mantuvieron activos, incluyendo el Campeonato Peso Crucero de la WCW.
El 30 de julio, el Campeonato Peso Crucero de la WCW y el Campeonato Peso Semipesado de la WWF se juntaron en un solo campeón, X-Pac, quien era Campeón Peso Semipesado de la WWF y había vencido al Campeón Crucero de la WCW Billy Kidman. Aunque tenía en su posesión dos correas distintas que pertenecían a la misma clasificación de peso, en ningún momento X-Pac llegó a unificar las correas. Luego de perder y recuperar la correa de Peso Semipesados de la WWF en luchas con Tajiri, X-Pac perdió el Campeonato Peso Crucero en una lucha ante Billy Kidman. Luego de esta derrota, X-Pac desapareció de la empresa por un tiempo en lo que se recuperaba de una lesión. Luego del evento Survivor Series de 2001, el Campeonato Peso Crucero de la WCW fue adoptado oficialmente por la WWF y se convirtió en el Campeonato Peso Crucero de la WWF. Cuando X-Pac regresó a la WWF en el 2002, siendo entonces miembro de la nWo, no tenía el Campeonato Peso Semipesado, por lo cual se implica que el mismo fue abandonado durante su tiempo fuera de la empresa.

## Lista de campeones

### Reconocidos por la UWA/NJPW
| Luchador:        | Reinado N°: | Derrotó a:                                                      | Fecha:                   | Show o Evento:  |
| ---------------- | ----------- | --------------------------------------------------------------- | ------------------------ | --------------- |
| Perro Aguayo     | 1           | Gran Hamada                                                     | 26 de marzo de 1981      | Evento en vivo  |
| Fishman          | 1           | Perro Aguayo                                                    | 25 de septiembre de 1981 | Evento en vivo  |
| Perro Aguayo     | 2           | Fishman                                                         | 10 de octubre de 1981    | Evento en vivo  |
| Chris Adams      | 1           | Perro Aguayo                                                    | 18 de octubre de 1981    | Evento en vivo  |
| Perro Aguayo     | 3           | Chris Adams                                                     | 13 de diciembre de 1981  | Evento en vivo  |
| Gran Hamada      | 1           | Perro Aguayo                                                    | 21 de abril de 1982      | Evento en vivo  |
| Perro Aguayo     | 4           | Gran Hamada                                                     | 29 de agosto de 1982     | Evento en vivo  |
| Villano III      | 1           | Perro Aguayo                                                    | 20 de marzo de 1983      | Evento en vivo  |
| Perro Aguayo     | 5           | Villano III                                                     | 7 de agosto de 1983      | Evento en vivo  |
| Gran Hamada      | 2           | Perro Aguayo                                                    | 17 de abril de 1984      | Evento en vivo  |
| Villano III      | 2           | Gran Hamada                                                     | 20 de mayo de 1984       | Evento en vivo  |
| Fishman          | 2           | Villano III                                                     | 24 de agosto de 1986     | Evento en vivo  |
| Perro Aguayo     | 6           | Fisherman                                                       | 24 de diciembre de 1986  | Evento en vivo  |
| Vacante          | N/A         | Debido a un final controversial en una defensa ante Villano III | 3 de mayo de 1987        | N/A             |
| Villano III      | 3           | Perro Aguayo                                                    | 17 de junio de 1987      | Evento en vivo  |
| Rambo            | 1           | Villano III                                                     | 4 de octubre de 1987     | Evento en vivo  |
| Villano III      | 4           | Rambo                                                           | 11 de julio de 1988      | Evento en vivo  |
| Sangre Chicana   | 1           | Villano III                                                     | 4 de agosto de 1989      | Evento en vivo  |
| Perro Aguayo     | 7           | Sangre Chicana                                                  | 15 de octubre de 1989    | Evento en vivo  |
| Sangre Chicana   | 2           | Perro Aguayo                                                    | 3 de diciembre de 1989   | Evento en vivo  |
| Villano III      | 5           | Sangre Chicana                                                  | 27 de mayo de 1990       | Evento en vivo  |
| Pegasus Kid      | 1           | Villano III                                                     | 3 de marzo de 1991       | Evento en vivo  |
| Villano III      | 6           | Pegasus Kid                                                     | 13 de septiembre de 1992 | Event en vivo   |
| El Signo         | 1           | Villano III                                                     | 1 de enero de 1993       | Evento en vivo  |
| Villano III      | 7           | El Signo                                                        | 18 de julio de 1994      | Evento en vivo  |
| Vacante          | N/A         | Debido a que Villano se fue de la empresa                       | Enero de 1995            | N/A             |
| Aero Flash       | 1           | ?                                                               | 16 de junio de 1995      | Evento en vivo  |
| The Great Sasuke | 1           | Aero Flash                                                      | 24 de marzo de 1996      | Evento en vivo  |
| El Samurai       | 1           | The Great Sasuke                                                | 22 de junio de 1996      | Evento en vivo  |
| The Great Sasuke | 2           | El Samurai                                                      | 4 de agosto de 1996      | Evento en vivo  |
| Último Dragón    | 1           | The Great Sasuke                                                | 11 de octubre de 1996    | Evento en vivo  |
| Jushin Liger     | 1           | Último Dragón                                                   | 4 de enero de 1997       | Wrestling World |
| El Samurai       | 2           | Jushin Liger                                                    | 6 de julio de 1997       | Evento en vivo  |
| Shinjiro Otani   | 1           | El Samurai                                                      | 10 de agosto de 1997     | Evento en vivo  |

### Reconocidos por la WWF
| Luchador:      | Reinado N°: | Derrotó a: | Fecha: | Show o Evento:   |
| -------------- | ----------- | --- | --- | ---------------- |
| TAKA Michinoku | 1           | Brian Christopher | 7 de diciembre de 1997                                                                                               | In Your House 19 |
| Christian      | 1           | TAKA Michinoku | 18 de octubre de 1998                                                                                                | Judgment Day     |
| Gillberg       | 1           | Christian | 17 de noviembre de 1998                                                                                              | HEAT             |
| Essa Rios      | 1           | Gillberg | 8 de febrero de 2000                                                                                                 | HEAT             |
| Dean Malenko   | 1           | Essa Rios | 13 de marzo de 2000                                                                                                  | RAW is WAR       |
| Scotty 2 Hotty | 1           | Dean Malenko | 17 de abril de 2000                                                                                                  | RAW is WAR       |
| Dean Malenko   | 2           | Scotty 2 Hotty | 25 de abril de 2000                                                                                                  | SmackDown!       |
| Crash Holly    | 1           | Dean Malenko | 13 de marzo de 2001                                                                                                  |                  |
| Jerry Lynn     | 1           | Crash Holly | 29 de abril de 2001                                                                                                  | HEAT             |
| Jeff Hardy     | 1           | Jerry Lynn | 5 de junio de 2001                                                                                                   | SmackDown!       |
| X-Pac          | 1           | Jeff Hardy | 25 de junio de 2001                                                                                                  | RAW is WAR       |
| Tajiri         | 1           | X-Pac | 6 de agosto de 2001                                                                                                  | RAW is WAR       |
| X-Pac          | 2           | Tajiri | 19 de agosto de 2001                                                                                                 | SummerSlam       |
| Abandonado     | N/A         | Debido a que la WWF adoptó el Campeonato Peso Crucero de la WCW renombrándolo como Campeonato Peso Crucero de la WWF | Debido a que la WWF adoptó el Campeonato Peso Crucero de la WCW renombrándolo como Campeonato Peso Crucero de la WWF | 2001             |

## Mayor cantidad de reinados
- 7 veces: Villano III y Perro Aguayo
- 2 veces: El Samurai, The Great Sasuke, Sangre Chicana, Gran Hamada, Fishman, Dean Malenko y X-Pac.

## Datos interesantes
- Reinado más largo: Perro Aguayo, 826 días.
- Reinado más corto: Perro Aguayo y Scotty 2 Hotty, 8 días.
- Campeón más viejo: Perro Aguayo, 43 años y 9 meses.
- Campeón más joven: Essa Rios, 21 años y 10 meses.
- Campeón más pesado: Shinjiro Otani, 107 kg (235 lb)
- Campeón más ligero: The Great Sasuke, 82 kg (180 lb)